# Driekleurtroepiaal
De driekleurtroepiaal (Agelaius tricolor) is een zangvogel uit de familie Icteridae (troepialen). Het is een bedreigde vogelsoort en komt voor van zuidwestelijk Oregon (Verenigde Staten) tot noordwestelijk Baja California (Mexico).

## Kenmerken
De vogel is 18 tot 24 cm lang. Het mannetje is helemaal zwart, alleen op de vleugels zit kleur, de kleine vleugeldekveren zijn dieprood en de middelste vleugeldekveren zijn wit en lijken op "epauletten". Het vrouwtje is geheel zwartbruin met een lichte keel en streepjes op de buik en borst.

## Verspreiding en leefgebied
Deze soort komt voor van zuidwestelijk Oregon tot noordwestelijk Baja California aan de westkant van de Sierras. Het leefgebied is laagland tot hoogstens 1300 m boven zeeniveau, waar de vogel broedt in zoetwatermoerassen met een rijke oevervegetatie. Buiten de broedtijd foerageert de vogel ook wel in cultuurland.

## Status
De driekleurtroepiaal heeft een beperkt verspreidingsgebied en daardoor is de kans op uitsterven aanwezig. De grootte van de populatie is lastig te schatten. Mogelijk zijn er nog honderdduizenden broedparen, maar er zijn aanwijzingen dat de soort al heel lang achteruitgaat door drooglegging van moerassen en watervervuiling. Om deze redenen staat deze soort als bedreigd op de Rode Lijst van de IUCN.